# Nuška
Nuška je žensko osebno ime.

## Izvor imena
Nuška je različica ženskega osebnega imena Ana oziroma Nuša.

## Pogostost imena
Po podatkih Statističnega urada Republike Slovenije je bilo na dan 31. decembra 2007 v Sloveniji število ženskih oseb z imenom Nuška: 202.

## Osebni praznik
Nuška lahko goduje takrat kot Ana oziroma Nuša.